# Comanche
|  | For det amerikanske county, se Comanche (Texas) |
Comanche-folket er et oprindelig amerikansk folkeslag af sydlige prærieindianere, som engang styrede et enormt stort territorie kaldt for Comancheria, der spændte over adskillige sydlige amerikanske og mexicanske stater fra New Mexico, Colorado, Oklahoma, Kansas og Texas til Chichuahua-delstaten i Mexico. 

Deres føderalt anerkendte stamme hedder i dag Comanche Nation og har hovedsæde i Lawton i Oklahoma.
Comanche var et talrigt folkeslag af jægere-samlere, der gik over til hestekulturen efter kontakten med europæiske erobrere. Der anslås, at der kunne have været omkring 45.000 comanche sidst i det 18. århundrede.
Comanche var det dominerende folkeslag i de sydlige præriesletter, hvor de underlagde sig andre oprindelige folkeslag og solgte dem som krigslaver til spanske og mexicanske erobrere. De indfangede også tusindvis af spanske, mexicanske og amerikanske kolonister og erobrere.
Comanche adskilte sig som selvstændig gruppe fra shoshone-folket i Wyoming omkring år 1700, hvor de fik fat i heste fra pueblo indianere efter Pueblo-revolutionen. Comanche adskilte sig og opbyggede sit betragteligt store territorie ved hjælp af heste, som gav dem strategisk og logistisk forspring i forhold til nabofolkene. 
Comanche-sproget er et af numic-sprogene, der hører til den uto-aztekiske sprogfamilie. Nogle gange klassificeres comanchesproget som del af shoshonisk. I dag er der kun 1% af comanche, der stadig taler deres sprog.
Hvert år i juli samles comanche-folk fra de amerikanske stater for at fejre sin kulturarv i Walters, Oklahoma, ved den årlige Comanche Hjemkomst pow-wow. Comanche Nation Festival afholdes hvert september.  
Stammeafdelingen Comanche Little Ponies afholder to store dansebegivenheder om året i maj og hvert nytår. 

I 2002 anlagde stammen Comanche Nation College, et videregående stamme-uddannelsesinstitut, med to-årig uddannelsesforløb i Lawton.